# Sahanpur
Sahanpur é uma cidade e uma nagar panchayat no distrito de Bijnor, no estado indiano de Uttar Pradesh.

## Demografia
Segundo o censo de 2001, Sahanpur tinha uma população de 18,349 habitantes. Os indivíduos do sexo masculino constituem 52% da população e os do sexo feminino 48%. Sahanpur tem uma taxa de literacia de 37%, inferior à média nacional de 59.5%: a literacia no sexo masculino é de 42% e no sexo feminino é de 32%. Em Sahanpur, 21% da população está abaixo dos 6 anos de idade.